# Rokia Traoré
Rokia Traoré (ur. 24 stycznia 1974 w Kolokani) – malijska autorka tekstów, gitarzystka, wokalistka.

## Życiorys
Śpiewa w swoim rodzimym języku bambara. Studiowała w Brukseli. Jej ojciec był dyplomatą, dzięki któremu miała okazję poznać kulturę takich krajów jak: Algieria, Arabia Saudyjska, Francja i Belgia.
Artystka współpracowała z amerykańskim kwartetem smyczkowym Kronos Quartet przy nagrywaniu płyty "Bowmboï". Płyta ta została nagrodzona przez BBC Radio 3, w kategorii World Music Award.
Zasiadała w jury konkursu głównego na 68. MFF w Cannes (2015).

## Dyskografia
- Mouneïssa (1998)
- Wanita (2000)
- Bowmboï (2003)
- Tchamantché (2008)
- Beautiful Africa (2013)